# Tullio Martello

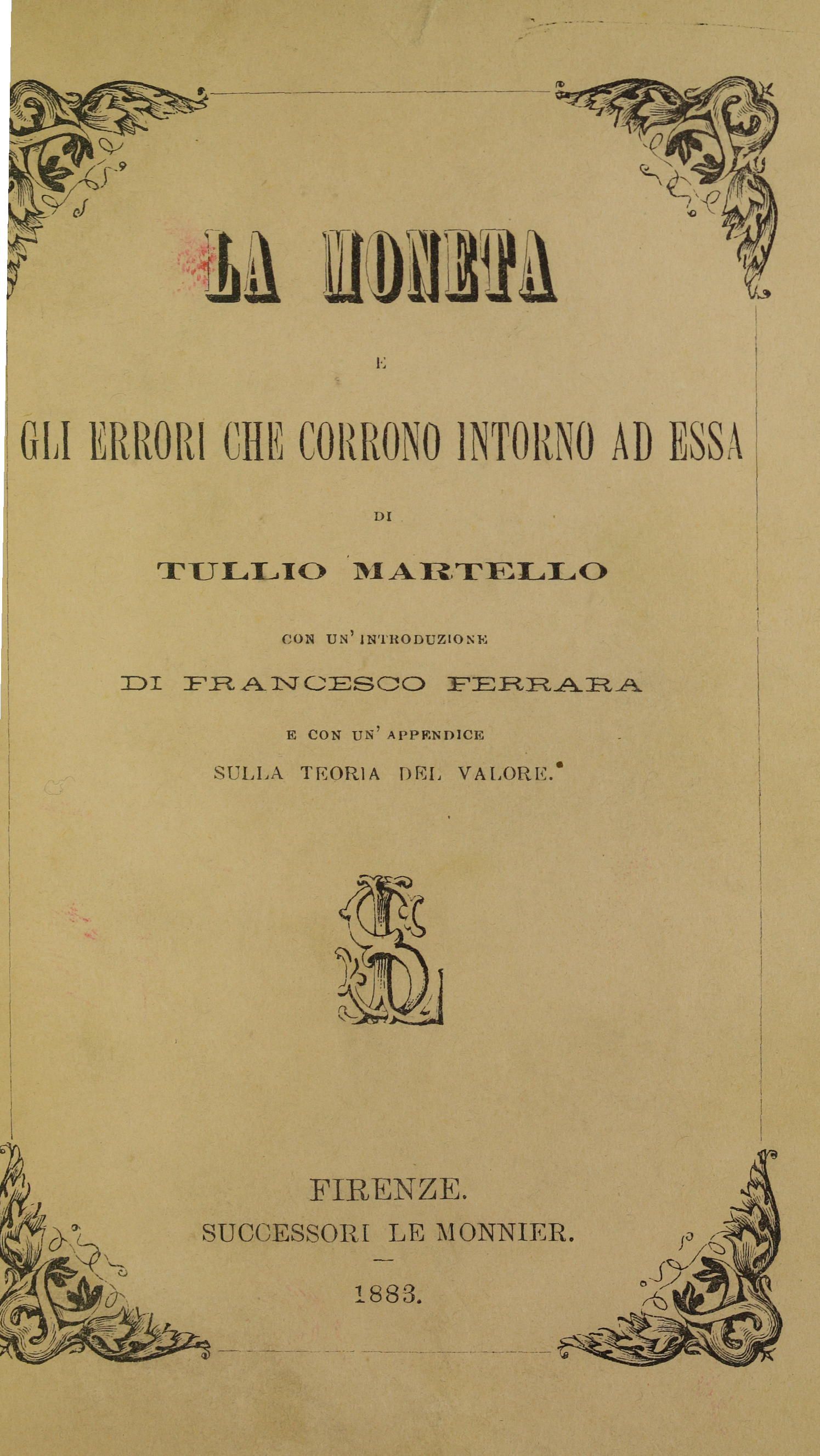
La moneta e gli errori che corrono intorno ad essa, 1883

Tullio Martello (Vicenza, 13 marzo 1841 – Bologna, 10 febbraio 1918) è stato un economista e patriota italiano. Prese parte alla spedizione dei Mille,  giungendo in Sicilia con la successiva spedizione Malenchini.

## Biografia

### Infanzia e Formazione
Tullio Martello nacque a Vicenza il 13 marzo 1841 da una famiglia della media borghesia. Il padre, Carlo, lavorava come funzionario nell'amministrazione finanziaria del Lombardo-Veneto, mentre la madre, Virginia Perelli, era figlia di un medico. Dopo essersi trasferito prima a Venezia nel 1847 e poi a Padova nel 1850, Martello iniziò i suoi studi in scuole pubbliche e fu successivamente inviato in collegio a Venezia.

### Carriera Militare e Studi
Nel 1859, Martello si arruolò volontario nell'esercito piemontese durante la seconda guerra di indipendenza e, nel 1860, si unì a Giuseppe Garibaldi nella spedizione dei Mille in Sicilia, distinguendosi nelle battaglie di Milazzo e Messina. Congedatosi dall'esercito, si trasferì a Napoli, dove riuscì a conseguire la laurea in Ingegneria presso l'Università di Napoli. In seguito, lavorò come ingegnere in Sardegna e al Ministero delle Finanze, occupandosi dell'esproprio dei beni ecclesiastici nelle Marche, Umbria e Veneto.

### Carriera Accademica
Nel 1867, Martello si recò a Ginevra per studiare economia sotto la guida del professor Henri Dameth. Due anni dopo, fondò la rivista "La revue d’économie, d’histoire et de statistique" per promuovere i principi della libertà economica. Nel 1872 tornò in Italia e divenne segretario del Presidente del Consiglio Marco Minghetti. Grazie all'influenza del suo mentore, Francesco Ferrara, Martello fu nominato reggente della cattedra di Economia politica alla Scuola Superiore per il Commercio di Venezia nel 1874, posizione che mantenne fino al 1884, quando passò all'Università di Bologna.
Nel 1905, fu chiamato a Roma dal Ministro dell'Agricoltura, Industria e Commercio, per dirigere il nuovo Regio Istituto Superiore di Studi Commerciali, Coloniali ed Attuariali, la futura Facoltà di economia della Sapienza, di cui divenne il primo Rettore nel 1906. Tuttavia, l'anno successivo, Martello si dimise a causa di difficoltà ministeriali nell'organizzazione dell'Istituto e tornò a Bologna, dove riprese l'insegnamento fino al suo pensionamento nel 1916.

### Pensiero
Tullio Martello fu un fervente sostenitore del liberismo economico e influenzò profondamente diverse generazioni di studenti con le sue idee e pubblicazioni. Partecipò attivamente al dibattito economico del tempo, opponendosi alla protezione doganale e ai sussidi statali, e difendendo i principi smithiani.

## Opere
- Storia della Internazionale dalla sua origine al Congresso dell'Aja, Padova, Salmin, 1873.
- La moneta e gli errori che corrono intorno ad essa, Firenze, Successori Le Monnier, 1883.
- Osservazioni alla nota del signor Luzzatti. Venezia, 1877.
- Falso socialismo e falsa economia politica. Venezia, 1884.
- L’imposta progressiva in teoria e in pratica. Venezia, 1895.
- Commemorazione di Enrico Cernuschi. Bologna, 1897.
- La economia politica e la dottrina dei cultori del darwinismo. Bari, 1912.